# Heliosciurus ruwenzorii
Heliosciurus ruwenzorii е вид бозайник от семейство Катерицови (Sciuridae).

## Разпространение
Видът е разпространен в Бурунди, Демократична република Конго, Руанда и Уганда.